# بیداری (فیلم ۱۹۲۸)
بیداری (انگلیسی: The Awakening) فیلمی به کارگردانی ویکتور فلمینگ محصول سال ۱۹۲۸ است.

## بازیگران
- ویلما بانکی
- والتر بایرون (بازیگر)
- لوئیس وولهایم
- جرج دیویس
- ویلیام اورلاموند
- Carl von Haartman
- بیب لاندن